# Благотворитель года CHL
Благотворитель года CHL (англ. CHL Humanitarian of the Year Award) — приз, ежегодно вручаемый игроку Канадской хоккейной лиги (CHL), проявившему себя в общественной и благотворительной деятельности.

## Победители
- 2023–24 – Мейсон Ваккари, Кингстон Фронтенакс (OHL)
- 2022–23 – Далин Уэйкли, Норт-Бей Батталион (OHL)
- 2021–22 – Люк Прокоп, Эдмонтон Ойл Кингз (WHL)
- 2020–21 – Не вручался
- 2019–20 – Ксавье Симоно, Драммондвилл Вольтижерс (QMJHL)
- 2018–19 – Шарль-Эдуар Д'Астус, Римуски Осеаник (QMJHL)
- 2017–18 – Гарретт МакФадден, Гелф Шторм (OHL)
- 2016–17 – Тайлер Вонг, Летбридж Харрикейнз (WHL)
- 2015–16 – Уилл Петшениг, Сагино Спирит (OHL)
- 2014–15 – Даник Мартель, Бленвиль-Бойсбриан Армада (QMJHL)
- 2013–14 – Сэм Фиоретти, Мус-Джо Уорриорз (WHL)
- 2012–13 – Бен Фанелли, Китченер Рейнджерс (OHL)
- 2011–12 – Винсент Барнар, Квебек Ремпартс (QMJHL)
- 2010–11 – Спенсер Эдвардс, Мус-Джо Уорриорз (WHL)
- 2009–10 – Райан Хайес, Плимут Уэйлерз (OHL)
- 2008–09 – Мэттью Пистилли, Шавиниган Катарактез (QMJHL)
- 2007–08 – Крис Морхаус, Монктон Уайлдкэтс (QMJHL)
- 2006–07 – Кайл Моир, Свифт-Каррент Бронкос (WHL)
- 2005–06 – Майк Ангелидис, Оуэн-Саунд Аттак (OHL)
- 2004–05 – Колин Фрэйзер, Ред-Дир Ребелз (WHL)
- 2003–04 – Крис Камполи, Эри Оттерз (OHL)
- 2002–03 – Райан Крэйг, Брэндон Уит Кингз (WHL)
- 2001–02 – Бранден Коте, Спокан Чифс (WHL)
- 2000–01 – Джим Вандермеер, Ред-Дир Ребелз (WHL)
- 1999–00 – Симон Гамаш, Валь-д'Ор Форёрз (QMJHL)
- 1998–99 – Филипп Сове, Римуски Осеаник (QMJHL)
- 1997–98 – Джейсон Меткалф, Лондон Найтс (OHL)
- 1996–97 – Йессе Валлен, Ред-Дир Ребелз (WHL)
- 1995–96 – Крэйг Миллз, Бельвиль Буллз (OHL)
- 1994–95 – Дэвид-Александр Борегар, Сен-Иасент Лэйзер (QMJHL)
- 1993–94 – Стефан Руа, Валь-д'Ор Форёрз (QMJHL)
- 1992–93 – Кели Корпсе, Кингстон Фронтенакс (OHL)